# Breiðablik Kópavogur
Breiðablik Kópavogur je islandský fotbalový klub z města Kópavogur. Název Breiðablik pochází ze severské mytologie, kde je tak nazýváno sídlo boha Baldura. Klub byl založen v roce 1950. Úspěšný je především v posledních letech. Dvakrát vyhrál islandskou ligu (2010, 2022), jednou islandský fotbalový pohár (2009). Do evropských pohárů se podíval prvně v sezóně 2010/11, kdy vypadl v 2. předkole Evropské ligy se skotským Motherwellem. O sezónu později nastoupil i v Lize mistrů, tentokrát v 2. předkole ztroskotal na Rosenborgu Trondheim.